# Spike Jonze
Spike Jonze, właśc. Adam Spiegel (ur. 22 października 1969 w Rockville w stanie Maryland) – amerykański reżyser i producent filmowy oraz autor teledysków, epizodycznie aktor.
W latach 1999–2003 był mężem Sofii Coppoli.

## Kariera
Karierę filmową zaczynał od kręcenia reklam i teledysków, wcześniej współpracował z pismami poświęconymi sportom ekstremalnym. Jego pseudonim jest ironicznym hołdem złożonym muzykowi i komikowi z lat 40., Spike’owi Jonesowi. Realizował teledyski takich gwiazd jak Beastie Boys, Weezer, R.E.M., Björk, The Chemical Brothers czy Sonic Youth. Nie porzucił tego gatunku filmowego nawet po sukcesie wyreżyserowanych przez niego dzieł pełnometrażowych. W 2000 zrealizował m.in. ekstrawagancki obraz do piosenki Fatboy Slima Weapon of Choice, z tańczącym Christopherem Walkenem w roli głównej.
Z kina jest znany dzięki dwóm filmom stworzonym we współpracy ze scenarzystą Charlie Kaufmanem – Być jak John Malkovich i Adaptacja. W pierwszym z nich, eksperymentalnej komedii, John Malkovich pastiszowo zagrał samego siebie. Bohaterem drugiego jest scenarzysta o nazwisku Charlie Kaufman (Nicolas Cage), zmagający się z niemocą twórczą i pracujący nad adaptacją książki Susan Orlean. Scenariusz (realnego) Kaufmana również został oparty na powieści Susan Orlean. Za Być jak John Malkovich Jonze nominowano do Oscara (reżyseria). Dostał Oscara za najlepszy scenariusz oryginalny za film Ona.
Był także producentem Jackass, serii programów zrealizowanych na zlecenie MTV.

## Reżyseria
- Być jak John Malkovich (Being John Malkovich, 1999)
- Adaptacja (Adaptation, 2002)
- Gdzie mieszkają dzikie stwory (Where the Wild Things Are, 2009)
- Ona (Her, 2013)